# لين مارش
لين مارش (بالإنجليزية: Lynne Marsh)‏ هي فنانة كندية، ولدت في 1969 في فانكوفر في كندا.